# Alan Alexander Milne
Alan Alexander Milne (Kilburn, London, 1882. január 18. – Hartfield, Sussex, 1956. január 31.) angol író, a Micimackó című gyermekkönyv szerzője.

## Élete
London Kilburn városrészében született, és ott is nőtt fel, szülei a skót származású John Vine Milne és Sarah Maria Heginbotham voltak. Abba a helyi magániskolába járt, amelyet édesapja vezetett. Egyik tanára a neves angol író, H. G. Wells volt.
Később ösztöndíjasként matematikát tanult a Cambridge-i Egyetemen, és ekkor kezdett dolgozni a Granta nevű egyetemi lapnál is, amelybe testvérével, Kennethtel együtt különböző cikkeket írt. Ennek alapján döntött úgy, hogy író lesz. Cikkeket küldött különböző lapoknak többek között a Punch nevű brit szatirikus magazinnak is, ahol később felkérésre sorozata jelent meg, és amelynek 1906–1914 között segédszerkesztője lett.
Ahogyan Már túl késő című önéletírásában említi, abszolút antimilitaristaként, rendkívül szerencsés körülmények között „amatőr katonaként” vett részt az első világháborúban, és 1918-ban nagy örömmel szerelt le. Személyes élményei alapján 1934-ben megírta Peace with Honour című kritikus hangvételű művét.
1913-ban feleségül vette Dorothy De Selincourtot, közös gyermekük Christopher Robin (1920–1996).
1925-ben vidéki házat vásárolt Sussexben, és 1952-ben agyműtétjét követően oda vonult vissza.

## Munkássága
Milne számos humoros esszét, színdarabot és regényt írt, ám igazán ismertté gyermekkönyvei tették. Leghíresebb műve a Micimackó (Winnie-the-Pooh), amely fiának játékmackójáról kapta nevét, és amelynek egyik főszereplője a saját fiáról elnevezett figura, Christopher Robin (a magyar fordításban Róbert Gida).
A mű gyakorlatilag két önálló regényt takar: a Micimackót (1926) és a Micimackó kuckóját (1928). A két mű Karinthy Frigyes műfordításában lett a magyar nyelvű irodalom szerves része.
Milne két további, gyermekverseket tartalmazó könyvet is írt: Amikor még kicsik voltunk és Hatévesek lettünk, amelyek között számos vers akad Micimackóról (1926).
A Micimackó hatalmas sikere inkább teher volt Milne számára, mint öröm. Saját írói célja ugyanis az volt, hogy arról írjon, amiről csak szeretne, és ezt a későbbiekben már nemigen látta megvalósíthatónak.

## Magyar megjelenések
- Micimackó; fordította: Karinthy Frigyes, illusztrációk: Ernest H. Shepard; Athenaeum, Budapest, 1935
- Micsoda négy nap!; fordította: Karinthy Frigyes; Athenaeum, Budapest, 1936; átdolgozta: Révbíró Tamás, 2010 ISBN 978 963 539 718 1; Cicero Könyvstúdió, Bp., 2010
- Micimackó kuckója; fordította: Karinthy Frigyes, illusztrációk: Ernest H. Shepard; Athenaeum, Budapest, 1936
- Éppen jókor... Regény; fordította: Halász Judit; Palladis, Budapest, 1937 (Félpengős regények)
  - (A Vörös Ház rejtélye címen is)
- Hatévesek lettünk; válogatta, fordította: Devecseri Gábor, illusztrációk: E. H. Shepard; Hungária, Budapest, 1945
- A Vörös Ház rejtélye. Regény; fordította, jegyzetekkel ellátta, utószót írta: Gábor Magda; Terv Ny., Budapest, 1957 (Neptun könyvek)
  - (Éppen jókor… címen is)
- Kaland a nászúton. Vígjáték; fordította Honti Katalin, rend. utószó Kemény György; NPI, Budapest, 1968 (Színjátszók kiskönyvtára)
- Micimackó. Játék; A. A. Milne művéből színpadra alkalmazta Julien Slade, Karinthy Frigyes szövegének felhasználásával fordította: Bátki Mihály, zene H. Fraser-Simson, dalszöveg: Karinthy Ferenc, rendezte: ifj. Kőmíves Sándor; Szigligeti Színház, Szolnok, 1982 (A Szolnoki Szigligeti Színház műhelye)
- Holnemvolt; fordította: Borbás Mária, versfordítás: Kiss Zsuzsa, illusztrációk: Würtz Ádám; Móra, Budapest, 1983
- Amikor még kicsik voltunk / When we were very young; fordította Papp Gábor Zsigmond, illusztrációk: E. H. Shepard; Írás, Budapest, 1993 [kétnyelvű kiadás]
- Már túl késő… Egy író önéletrajza; fordította Kiss Marianne, Sári László, versfordítás Papp Gábor Zsigmond, Kiss Marianne; Írás, Budapest, 1997